# Ecuație transcendentă

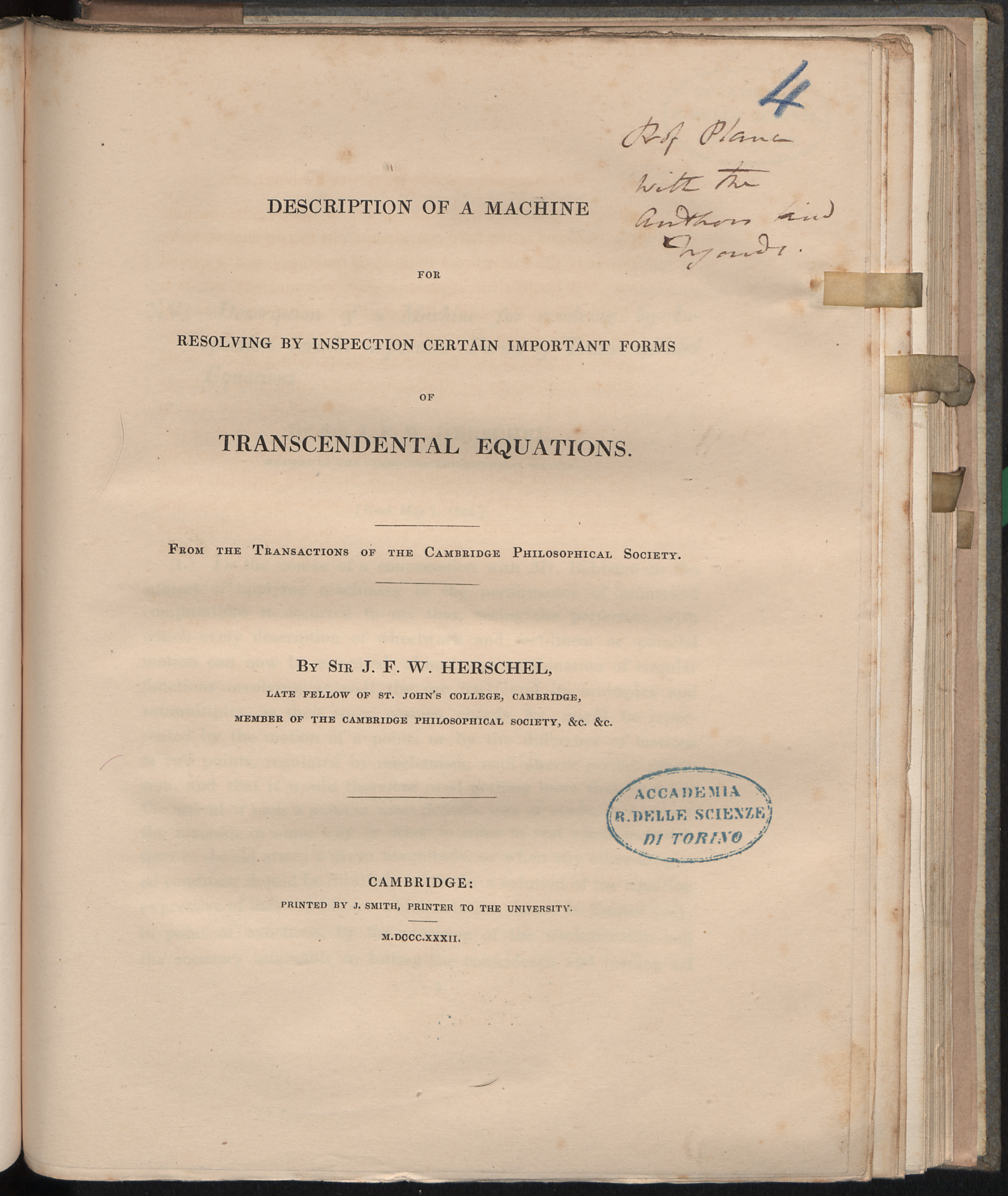
John Herschel, Description of a machine for resolving by inspection certain important forms of transcendental equations (În română: „Descrierea unei mașini pentru rezolvarea prin inspecție a unor forme importante de ecuații transcendente”), 1832.

O ecuație transcendentă este o ecuație care conține o funcție transcendentă cu una sau mai multe variabile care sunt soluțiile ecuației. Asemenea ecuații nu au în general soluții analitice. 
De exemplu, se pot cita ecuațiile următoare:
{\displaystyle {\begin{aligned}x&=e^{-x}\\x&=\cos x\\2^{x}&=x^{2}\end{aligned}}}

## Ecuații transcendente rezolvabile
Ecuațiile pentru care necunoscuta apare o singură dată ca argument pentru o funcție transcendentă pot fi rezolvate cu ușurință, folosind funcțiile inverse. Același lucru este valabil dacă ecuația poate fi redusă la un caz similar.

## Soluții aproximative
Soluții numerice aproximative ale ecuațiilor transcendente pot fi aflate prin metode numerice, de aproximare analitică sau grafice.
Metodele numerice pentru rezolvarea ecuațiilor arbitrare fac apel la algoritmi de căutare al unui zero al unei funcții.
În unele cazuri, ecuația poate fi aproximată printr-o serie Taylor în vecinătatea lui zero. De exemplu, pentru {\displaystyle k\approx 1}, soluțiile ecuației {\displaystyle \sin x=kx} sunt aproximativ acelea ale ecuației {\displaystyle (1-k)x-x^{3}/3}, adică {\displaystyle x=0} și {\displaystyle x=\pm {\sqrt {6}}{\sqrt {1-k}}}.
Pentru o soluție grafică, o metodă este separarea variabilelor apoi reprezentarea celor două grafice. Punctele de intersecție indică atunci soluții.
În alte cazuri, funcțiile speciale pot fi utilizate pentru obținerea unor soluții analitice. În particular, {\displaystyle x=e^{-x}} are o soluție analitică în termenii funcției W a lui Lambert.